# Mezquita Nacional de Uganda

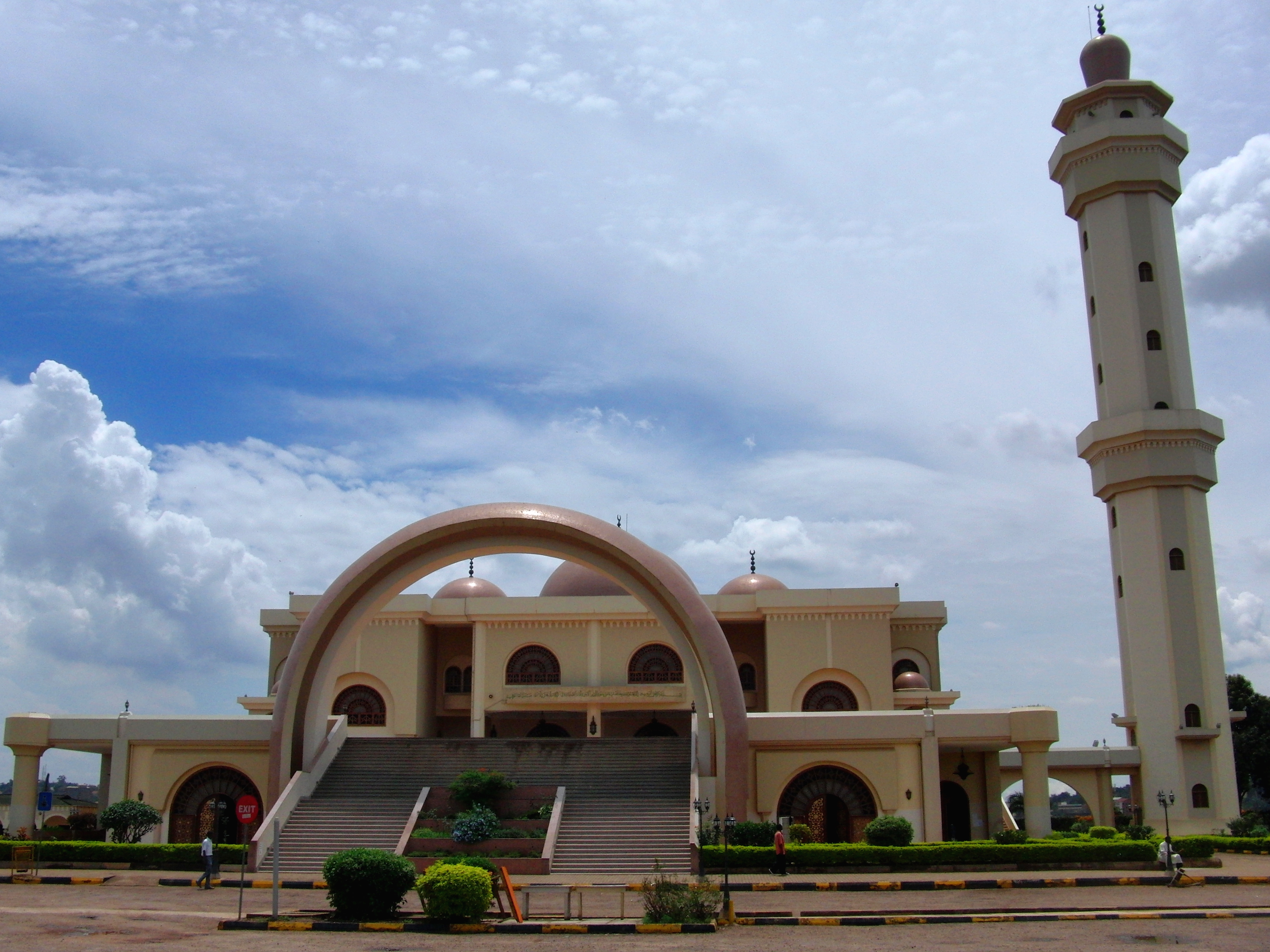
La Mezquita Nacional de Uganda

La Mezquita Nacional de Uganda es una mezquita localizada en Kampala Hill (Old Kampala) de Kampala, Uganda. Fue terminada en 2006, con una capacidad de hasta 15 000 devotos y puede permitir a otros 1100 en la galería, mientras la terraza proveerá espacio para otros 3500. El Coronel Muamar el Gadafi de Libia encargó la mezquita como regalo a Uganda, y para el beneficio de la población musulmana. Uganda tiene muchas mezquitas pero esta es una mezquita rascacielos.
La mezquita terminada se inauguró oficialmente en junio de 2007 con el nombre «Mezquita Nacional Gaddafi», y albergó las oficinas centrales del Consejo Supremo Musulmán de Uganda. Fue rebautizada como «Mezquita Nacional de Uganda» en 2013 tras la muerte de Muamar el Gadafi ya que la nueva administración libia se mostró "reacia a rehabilitar la mezquita bajo el antiguo nombre."